# 雪山组
雪山组是位于中国青海格尔木市及西藏（唐古拉山）的上侏罗世至下白垩世地层，1966年由地质部综合研究队命名。该地层以灰白、灰绿色碎屑岩（上部），紫色碎屑岩（下部）为主，间夹砾砂岩、灰岩、砾岩（上部），少量灰岩（下部）。